# Zakład Komunikacji Miejskiej w Żychlinie
Zakład Komunikacji Miejskiej w Żychlinie (ZKM Żychlin) – samorządowy zakład komunikacji miejskiej. Właścicielem była gmina miejsko-wiejska Żychlin, a operatorem Samorządowy Zakład Budżetowy.